# Quenya

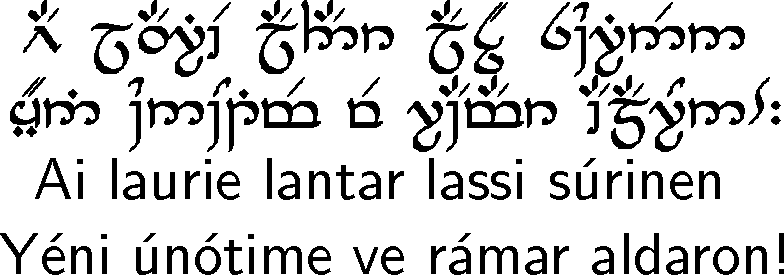
Text en quenya, escrit en l'alfabet tengwar i en l'alfabet llatí

El quenya (pronunciat: kwéɲə) és un idioma creat per J. R. R. Tolkien en el context de la seva obra literària referida a la Terra Mitjana (El Senyor dels Anells, El hòbbit, etc.).
En aquest marc, el quenya és la llengua pròpia dels elfs que varen arribar a Vàlinor, els Calaquendi.
Deriva de l'eldarin, la llengua comuna de tots els elfs nascuts a Cuiviénen. Se'n distingeixen tres variants dialectals, corresponents a cadascuna de les cases que arribaren a Vàlinor: el quenya pròpiament dit és la llengua dels Nóldor de la casa de Finwë, el vanyarin és la llengua dels Vànyar de la casa d'Ingwë i el telerin la dels Teleri de la casa d'Olwë.
Els mateixos Vàlar adoptaren com a propi aquest idioma quan els elfs s'establiren a Vàlinor.
A la Terra Mitjana, el quenya es perdé progressivament després de la prohibició imposada per Elwë (conegut amb el nom de Thíngol), rei dels Síndar, en conèixer els fets de la matança dels germans d'Alqualondë.
Així, arribada la Tercera Edat, l'època en què transcorren els fets narrats a El Hòbbit i El Senyor dels Anells, el quenya tan sols és una llengua d'estudi, com ho és el llatí en els temps moderns. Probablement, na Galàdriel sigui la darrera dels elfs que tingués com a llengua mare aquest idioma, que es pot llegir en el seu poema de comiat de la Terra Mitjana: Namárië.

## Història
En quenya, com també passa a les altres llengües inventades per Tolkien, cal distingir dos eixos cronològics de desenvolupament:
- Extern: tracta de l'evolució de les concepcions de la llengua durant la vida del seu creador.
- Intern: tracta de l'evolució històrica de la llengua dins del món imaginari propi en què es parla.

### Història externa
Tolkien començà cap al 1915 l'elaboració del quenya (amb l'ortografia qenya, que encara va fer-se servir fins ben entrats els anys 1940) quan encara estudiava al col·legi d'Exeter. Aleshores ja s'havia familiaritzat amb les llengües germàniques antigues com el gòtic, el nòrdic antic i l'anglès antic, i s'havia iniciat en el finès després de llegir el Kalevala, que per a ell significà una descoberta que el deixà "totalment embriagat".
El quenya no és pas la primera llengua construïda que hagués imaginat Tolkien, però és la primera de la qual no només n'hi ha unes poques traces. És també la llengua a partir de la qual va desenvolupar-se l'escenari lingüístic de la Terra Mitjana. Al costat de l'element purament personal, sembla que el fons germànic fou al començament el pou a partir del qual va començar a desenvolupar-se la llengua, abans de ser fortament influenciada pel finès. Més endavant, Tolkien va disminuir la visibilitat d'aquesta afiliació eliminant algunes traces massa evidents, i àdhuc reconegué la important influència del llatí i del grec clàssic.
Cronològicament, la invenció de llengües va fer que Tolkien elaborés un món imaginari i unes primeres narracions, així que no es pot considerar com un fruit, sinó més aviat com un dels motors dels seus texts. L'autor va haver d'insistir en aquest punt més endavant: "Ningú no em creu quan dic que la meva llarga narració és un assaig de creació d'un món en el qual una forma de llengua que sigui agradable a la meva estètica personal pugui sembla real. I tot i així és cert."
Tolkien imaginà des del començament el quenya segons els mètodes aleshores dominants en la lingüística diacrònica, tot afrontant l'existència de diverses varietats, i no va trigar, doncs, a inventar altres llengües èlfiques completament diferents però semblants al quenya, derivades d'un mateix soc. La més important fou el gnòmic, que després de múltiples transformacions havia d'esdevenir el sindarin dels estats més tardans de la seva mitologia.
L'escriptor no cessà mai d'experimentar amb les seves llengües inventades, i va fer passar el quenya per incessants revisions de gramàtica i de vocabulari, el qual va acumular-se tant que va donar diferències molt marcades entre els seus estadis de desenvolupament: el quenya dels anys 1930, il·lustrat pels poemes de l'assaig Un vici secret es distingeix fàcilment de les formes més conegudes d'El Senyor dels Anells o d'El Silmaríl·lion. Tanmateix, el quenya romangué sempre central en l'escenari lingüístic, i la seva evolució fou relativament contínua fins a la mort de Tolkien el 1973, contràriament a la del sindarin, que va patir diverses remodelacions molt importants.

### Història interna
En el marc del seu univers fictici, el quenya és la llengua dels elfs que varen sorgir de dues tribus dels Èldar a Vàlinor, al continent d'Aman: els Nóldor i els Vànyar, que havien desenvolupat dos dialectes lleugerament diferents. Els de la tercera tribu, els Teleri, que s'havien instal·lat a Aman a Alqualondë parlaven una llengua propera, el telerin.

Principals divisions dels elfs i en cursiva els noms de llurs primers senyors (en francès).

El quenya descendeix de l'eldarin comú, la llengua dels Èldar durant llur gran marxa de Cuiviénen a Vàlinor. L'eldarin deriva del quendià primitiu, la llengua primordial inventada pels primers elfs a Cuiviénen. El quenya derivava de les formes que feien servir els Vànyar i els Nóldor. La varietat parlada pels antics Teleri havia donat lloc al telerin a Aman i al sindarin a Beleríand, a l'oest de la Terra Mitjana. Les parles dels Nàndor derivaven també de l'eldarin comú.
Després de l'exili d'una gran part dels Nóldor a Beleríand, l'ús del quenya va estendre's per la Terra Mitjana, on va fer que es desenvolupessin noves particularitats dialectals divergents a allò que es parlava a Aman. Tanmateix, va ser suplantat en ús quotidià pel sindarin, llengua autòctona de Beleríand, ja que els exiliats eren minoritaris dins la població dels Síndar, i perquè l'ús del quenya va ser prohibit pel rei Thíngol, ja que era la llengua dels Nóldor, els assassins dels Teleri d'Aman governats per Olwë, el seu germà. Des d'aleshores, el quenya va esdevenir una llengua secundària, que s'aprenia ja d'adult, una llengua de cultura i de cerimònies reservada als contextos formals, una situació comparable a l'estatus que va tenir el llatí en la història més moderna d'Europa. Mitjançant els actes culturals els Nóldor varen transmetre-la a un poble d'homes, els Dúnedain de Númenor. Tot i així, però, encara era el sindarin llur llengua quotidiana.
Abans de la publicació d'El Senyor dels Anells, la situació esra diferent, el quenya només era la llengua de la primera tribu dels elfs, que es feia servir amb una forma fixada com a llengua vehicular entre els elfs, mentre que la segona tribu, els Nóldor, tenien la seva pròpia llengua, el noldorin, que primer es parlava a Vàlinor i després a Beleríand, on va quedar fortament alterada. Quan Tolkien revisà l'escenari lingüístic de la seva mitologia, transformà aquell noldorin i va atribuir-lo als Síndar amb el nou nom de sindarin. El terme de noldorin, tanmateix, va sobreviure, eprò com a nom del dialecte del quenya que ara parlaven els Nóldor.

## Denominacions
El quenya es caracteritza per un gran nombre de noms en els escrits de Tolkien. El mot quenya, apel·lació més corrent, és un endònim sorgit d'un adjectiu que significava al començament èlfic, que va concretar-se per designar únicament la llengua que varen desenvolupar els Vànyar a Vàlinor. Quenya és la forma pròpia del dialecte dels Nóldor; en el dialecte dels Vànyar, s'anomenava quendya.
La llengua té també alguns exònims en altres llengües del món imaginari de Tolkien: goldorin en telerin (és a dir, noldorin), nimriyê en adûnaic (és a dir, llengua dels Nimîr, nom dels elfs en aquesta llengua), cweneglin o cwedhrin en gnòmic (és a dir, èlfic), una versió dels anys 1915-1920 del que més endavant va ser el sindarin després de molts canvis.
La llengua anomenada sense precisió èlfic a El Senyor dels Anells no és pas el quenya, sinó més aviat el sindarin, la llengua vernacla dels elfs en l'època en què transcorre l'obra.
D'altres denominacions més esporàdiques en anglès es basen en la geografia del món fictici: valinoreà (llengua de Vàlinor), aval·lonià (llengua d'Avallónë), eresseà (llengua de Tol Eressëa). En la versió catalana de Francesc Parcerisas es resumeixen en llengües més cultes (El Senyor dels Anells: El Retorn del Rei, cap. 8 "Les Cases de Guariment", pàg. 197; de l'edició de l'editorial Vicens Vives del 2002).

## Dialectes i registres
Des de la creació del quenya, Tolkien va imaginar que allò derivava en diversos dialectes o registres. Aquesta idea va perdurar durant tot el desenvolupament de la llengua, però les divisions que va considerar van variar d'acord amb les modificacions aportades a l'escenari lingüístic. Tanmateix, a la pràctica, Tolkien només abordà els usos dialectals en termes de variació relacionats amb un quenya "estàndard".
En l'escenari lingüístic final hi ha de tres a quatre formes de quenya:
- El vanyarin: dialecte dels elfs Vànyar a Vàlinor.
- El noldorin: dialecte dels elfs Nóldor, diferent del vanyarin principalment en certs punts fonètics. Es parlava al començament a Vàlinor, però aquest dialecte va estendre's a la Terra Mitjana quan s'hi exiliaren la majoria dels Nóldor, on va continuar evolucionant abans de ser suplantat com a llengua materna, i aleshores va establir-se com a llengua de cultura entre els Nóldor.[10] És en aquest dialecte dels Nóldor exiliats que es va escriure el poema Namárië,;[11] es tracta del dialecte més emprat per Tolkien.
- El quenya clàssic: forma escrita de la llengua que preservava els usos antics, tal com la coneixien els Dúnedain.[10]

## Fonètica i escriptura

### Consonants
El quenya té les consonants següents, transcrites en l'alfabet fonètic internacional (API). Al costat es marquen les representacions ortogràfiques que imaginà Tolkien per a una transcripció llatinitzada.
|                        | Labial | Dental | Alveolar | Palatal     | Velar   | Labiovelar    | Glotal |
| Oclusiva               | p b    | t d    | t d      | tʲ ty dʲ dy | k c/k g | kʷ qu/q gʷ gw |        |
| Nasal                  | m      | n      | n        | nʲ ny       | ŋ ñ     | ŋʷ ñw         |        |
| Fricativa o Aproximant | f v    | θ th/þ | s z      | ç hy/h j y  | x h     | ʍ hw w        | h      |
| Lateral                |        |        | l̥ hl l   |             |         |               |        |
| Vibrant                |        |        | r̥ hr r   |             |         |               |        |

Observacions:
- quan una casella conté dos signes, el primer designa una consonant sorda i el segon la consonant sonora corresponent;
- des del punt de vista de la fonètica articulatòria, ty, dy i ny són més exactament classificats com a dentals o alveolars palatalitzats. La presentació adoptada fa destacar els diferents ordres de consonants del sistema fonològic de la llengua més que no pas la realització fonètica precisa dels sons individuals.

Les consonants p, t, c, f, s, m, n, l, r poden ser geminades. En la versió llatinitzada es marca amb consonants dobles i amb la ela geminada en la versió catalana.
El quenya segueix regles fonotàctiques força exigents quant a la distribució consonàntica:
- No s'admet a començament de mot un grup de consonants, comença obligatòriament per una vocal o una única consonant.
- Només s'admet a final de mot les consonants -t, -n, -s, -l, -r i el grup -nt.[Nota 4]
- Les consonants ñw i ñ només apareixen en posició sola en posició inicial, en posició intermèdia precedeixen sempre una oclusiva velar o labiovelar (combinacions de nc, ng, nqu, ngw).
- Les oclusives sonores només apareixen al mig d'un mot en els combinacions mb, nd, ld, rd, ndy, ng, ngw així que lb com a variant de lv.
- Els altres grups consonàntics possibles entremig d'un mot són només:
- # amb nasal: mp, nt, nty, nc, nqu, mn, ns;
- # amb líquides: lp, lt, lty, lc, lqu, lm, lv, lz, ly, lw, rp, rt, rty, rc, rqu, rm, rn, rth, rs, rv, ry, rw;
- # amb oclusives i fricatives sordes: sp, st, sty, sc, squ, pt, ht,[Nota 5] hty, ps, ts, x;
- # dentals més w: tw, thw, sw, nw.
- També hi ha altres grups que només apareixen en mots compostos o en unions de prefixos a una arrel.

El dialecte dels Nóldor es distingia fonèticament del dels Vànyar per la desaparició d'alguns sons: /z/ es convertia en /r/ per rotacisme, /th/ en /s/ (a excepció de la casa Fèanor) i /ndy/ se simplificava en /ny/ (fins i tot al mateix nom de la llengua). D'altra banda, en el dialecte dels Vànyar, la efa inicial bilabial fonèticament [ɸ] i /d/ podien aparèixer independentment entremig d'un mot.
El quenya dels Nóldor exiliats va produir diverses coalescències de consonants en posició inicial w- va convertir-se en v-, /x/ i /h/ de h- es van unificar en /h/. A la Tercera Edat, ñ-, i per consegüent ñw-, en posició inicial esdevenien n- i nw-, i /hl/ i probablement /hr/ es confonien amb les seves respectives sonores /l/ i /r/.

### Vocals
El quenya té deu vocals en dues sèries de cinc timbres, diferenciats per la quantitat. En l'ortografia llatinitzada, les vocals llargues es marquen amb un accent agut mentre que les breus no tenen cap marca física.
Hi ha a més a més sis diftongs, tots decreixents, és a dir, accentuats en la primera vocal, tret de a la Tercera Edat, quan /iu/ va transformar-se en un diftong creixent. Les altres combinacions vocàliques formen hiats.
| Grau d'obertura | Monoftong | Monoftong | Monoftong | Monoftong | Monoftong | Monoftong | Diftong | Diftong |
| Grau d'obertura | Anterior  | Anterior  | Central   | Central   | Posterior | Posterior | Diftong | Diftong |
| Grau d'obertura | breu      | llarga    | breu      | llarga    | breu      | llarga    | en i    | en u    |
| --------------- | --------- | --------- | --------- | --------- | --------- | --------- | ------- | ------- |
| Tancada         | i         | iː í      |           |           | u         | uː ú      | ui      | iu      |
| Semitancada     |           | e: é      |           |           |           | o: ó      |         |         |
| Semioberta      | ɛ e       |           |           |           | ɔ o       |           | ɔi oi   | ɛu eu   |
| Oberta          |           |           | a         | aː á      |           |           | ai      | au      |

La distribució de les vocals és menys rígida que la de les consonants. Tanmateix, les vocals llargues no apareixen sovint davant un grup consonàntic. En el dialecte dels Nóldor exiliats tampoc no apareixen en posició final (tret d'en monosíl·labs), ja que les antigues vocals llargues finals s'hi han abreujat. D'altra banda, tampoc no s'admeten tots els grups possibles en hiat, alguns es contrauen en vocals llargues o en diftongs (per exemple, /ao/ es converteix en /ó/).

### Accentuació
Hi ha dos tipus d'accent tònic diferenciats per l'entonació prosòdica: l'accent principal, allà on la veu s'eleva; i l'accent secundari, allà on baixa. És generalment previsible el lloc que els correspon, i són complementaris, no s'oposen entre ells.
El lloc de l'accent principal es determina segons les regles d'accentuació del llatí. Els bisíl·labs s'accentuen a la primera síl·laba. En els mots que tenen més de dues síl·labes l'accent depèn de la quantitat sil·làbica de la penúltima síl·laba:
- Si la penúltima síl·laba és llarga (si té una vocal llarga, un diftong o una vocal breu seguida d'un grup consonàntic[Nota 7] o d'una consonant geminada) aleshores l'accent tònic recau en aquesta síl·laba, és un mot pla: Elentári, Anairë, Isildur, Oiolossë.
- Si la penúltima síl·laba és breu, aleshores l'accent tònic es col·loca a l'avantpenúltima síl·laba, el mot és esdrúixol: Oromë, Eldamar, Valinor, Anárion.

L'accent secundari es col·loca regularment a la síl·laba inicial, tret si la síl·laba és breu i immediatament seguida d'una síl·laba que duu l'accent principal, o que sigui la síl·laba que dugui aquest accent. Cal afegir a aquest sistema un accent secundari d'intensitat a la síl·laba final dels mots esdrúixols.

### Escriptura

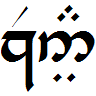
El mot quenya en tengwar.

En la història del món imaginari de Tolkien, el quenya fou la primera llengua que va adoptar una forma escrita, mitjançant dos sistemes d'escriptura: les sarati (o lletres de Rúmil) i les tengwar (o lletres de Fèanor). Foren els tengwar els que van estendre's i imposar-se a la Terra Mitjana després de l'exili dels Nóldor.
La transcripció llatinitzada presenta una correspondència regular entre sons i grafemes i permeet deduir-ne la pronunciació. Hi ha, tanmateix, un cert nombre de variants gràfiques i de casos particulars:
- Tolkien va transcriure durant molt de temps els sons [k] [kʷ] i [ks] com k q i ks abans de llatinitzar-ne l'ortografia en c qu i x en la publicació d'El Senyor dels Anells. Tot i així, en els seus escrits més tardans encara sovintejaven les transcripcions amb k i ks.
- El so [θ] es transcriu de dues formes diferents: th o þ.
- La nasal velar [ŋ] es transcriu ñ quan és independent, però en combinacions es fa servir generalment n.
- La lletra h representa [h] en posició inicial però [x] entre vocals (en el dialecte dels Nóldor exiliats, que és el que es transcriu més sovint). El grup ht es pronuncia [xt] després de les vocals posteriors a o u; i [çt] després de les vocals anteriors e i. Ocorre el mateix amb hty.
- Les vocals llargues es marquen sovint amb un màcron, i no pas amb un accent agut.
- Tolkien sovint feia servir la dièresi, sobretot en els textos publicats mentre vivia, per precisar que dues vocals formen hiat, o sobre una e final per precisar que no és muda.

## Gramàtica
Per la seva tipologia morfològica, el quenya és una llengua fortament sintètica. Això vol dir que els morfemes apareixen més sovint combinats en mots amb estructures complexes. És semblant a les llengües aglutinants. Tot i així, els límits entre morfemes de vegades s'oposen a les alteracions fonètiques. El quenya també fa servir la flexió interna (allargament de la vocal o de la consonant de l'arrel, ús d'infixos), que modifica fins i tot l'estructura dels radicals, amb canvis de significat. És per tots aquests trets que el quenya es pot classificar com a llengua fusional.

### Substantiu
El substantiu en quenya és variable en nombre i en cas. No hi ha gènere gramatical, però sí que en el lèxic s'expressa la diferenciació de sexe: melindo (amant masculí), melisse (amant femenina).
El quenya té quatre nombres:
- El singular: caracteritzat per l'absència de desinència (cirya: nau).
- El dual: indica un parell natural, una parella coherent (ciryat: un parell de naus[14] · )[Nota 8] Es marca amb els elements t i u.
- El plural: indica la classe sencera dels elements expressats pel substantiu, o un conjunt d'aquests elements definit ([i] ciryar: les naus). Es marca amb els elements r, i i n.
- El plural partitiu: indica un subconjunt de la classe dels elements expressats pel substantiu. També fa referència a la multitud (ciryali: algunes naus, moltes naus). Es marca per l'element li.[15]

Tolkien sembla que va modificar al llarg del temps la distinció semàntica entre els dos plurals: els primers estats de la llengua presentaven sovint plurals en li que va reemplaçar més endavant per plurals en r (per exemple, el nom de la tribu Nòldoli es transforma en Nóldor).
La declinació ha variat amb el temps quant al nombre i a la forma dels casos. En els anys 1960 Tolkien oferia deu casos:
- # El nominatiu: cas del subjecte i forma per defecte sense marca.
- # L'acusatiu: cas del complement directe. Aquest cas va desaparèixer en els dialecte dels Nóldor exiliats, reemplaçat pel nominatiu.
- # El genitiu: expressa l'origen, fet servir més sovint per al complement del nom i amb un significat partitiu.
- # El possessiu: expressa la possessió o la matèria.
- # El datiu: cas del complement indirecte.
- # L'instrumental: expressa el mitjà, l'agent, l'instrument.
- # L'al·latiu: expressa el lloc cap a on hom es dirigeix.
- # El locatiu: expressa el lloc on hom es troba.
- # L'ablatiu: expressa el lloc d'on hom procedeix.
- # Un cas misteriós sense nom, amb poques fonts i amb funcions incertes.

A tall d'exemple, la declinació de cirya en aquest sistema, per als vuit casos ben atestats en el dialecte dels Nóldor exiliats:
| Cas          | Singular | Dual      | Plural                | Plural partitiu |
| Nominatiu    | cirya    | ciryat    | ciryar                | ciryali         |
| Genitiu      | ciryo    | ciryato   | ciryaron              | ciryalion       |
| Possessiu    | ciryava  | ciryatwa  | ciryaiva              | ciryalíva       |
| Datif        | ciryan   | ciryant   | ciryain               | ciryalin        |
| Instrumental | ciryanen | ciryanten | ciryainen             | ciryalínen      |
| Al·latiu     | ciryanna | ciryanta  | ciryannar             | ciryalinna(r)   |
| Locatiu      | ciryasse | ciryatse  | ciryassen             | ciryalisse(n)   |
| Ablatiu      | ciryallo | ciryalto  | ciryallon / ciryallor | ciryalillo(r)   |

Observacions:
- les formes antigues d'acusatiu es marquen amb un allargament de la vocal final al singular (ciryá) i una i al plural (ciryai);
- les formes del cas misteriós són ciryas en singular, ciryais en plural i ciryalis en plural partitiu. El dual no és atestat.

Contràriament al llatí o al grec clàssic, però com en finès, les desinències dels casos són semblants independentment del mot en concret i del seu mot primitiu. Tot i això, el plural general té dues desinències de nominatiu possibles (en -i per als mots acabats en una consonant i la majoria dels que acaben en e; en -r per a la resta dels casos (cirya en plural ciryar, però elen [estel] en plural eleni); i el dual pren formes en t o en u segons la forma del mot (cirya en dual ciryat, però hen [ull] en dual hendu).
A més a més, la declinació presenta irregularitats, en alguns mots, les desinències s'afegeixen a un tema diferent del nominatiu singular:
- filit en plural filici (ocell petit)
- feren en plural ferni (faig)
- peltas en plural peltaxi (base)
- ranco en plural ranqui (braç)
- líre en plural lírinen (cant)

### Adjectiu
L'adjectiu qualificatiu en quenya és variable en nombre. Acaba normalment en -a, -ea o -e, i més rarament en consonant. Tolkien va modificar moltes vegades la manera de construir-ne els plurals, tot oscil·lant entre plurals en -r semblants als de la declinació i d'altres formes diferents. En el desenvolupament tardà de la llengua, els adjectius en -a, -ea i -e fan els plurals en -e, -ie, -i.
L'adjectiu pot substantivar-se fàcilment, i aleshores actua com a nom i, per tant, recull les desinències de nombre i de cas. Alguns noms propis dels escrits de Tolkien s'han format d'aquesta manera: Vànyar (els Rossos), Síndar (els Grisos), Fírimar (els Mortals). El mot quenya, per exemple, és precisament un adjectiu substantivat que significa èlfic.
Els adjectius també varien en grau de comparació. L'escriptor imaginà al començament un sistema en què els comparatius de superioritat i d'inferioritat s'expressaven amb sufixos, els superlatius es derivaven amb l'ajut de l'article, mentre que els intensius, augmentatius i diminutius s'expressaven amb diversos prefixos, sufixos i partícules. Més endavant, va decantar-se per un sistema més simple a base de prefixos: per exemple, calima (brillant) forma l'intensiu ancalima (molt brillant) i el superlatiu arcalima (el més brillant).

### Marques de persona
En quenya la persona s'expressa sovint amb sufixos, encara que hi hagi també formes autònomes de pronoms personals. El sistema és força complex: hi ha tres nombres (singular, dular i plural), hi ha una diferenciació de la primera persona del dual i del plural amb un "nosaltres inclusiu" i un altre d'"exclusiu", amb la qual cosa en un s'inclou l'interlocutor i en l'altre no. També hi ha diferències de cortesia en la segona persona.
La presència de totes aquestes diferències fou estable dins les concepcions de Tolkien, però tot i així revisà sovint la forma fonètica segons la qual s'expressen, en particular les formes de primera i segona persona del dual i del plural. A tall d'il·lustració, el quadre que hi ha a continuació sintetitza dues fonts escrites cap al 1968 i 1969. No és pas representatiu d'altres estats externs del desenvolupament del sistema pronominal en quenya.
| Persona             | Sufix personal         | Pronom independent              | Sufix possessiu |
| 1a sing.            | -nye, -n               | ní                              | -(i)nya         |
| 2a sing. (informal) | -tye                   | tyé                             | -tya            |
| 2a sing. (cortesia) | -lye, -l               | lyé                             | -lya            |
| 3a sing.            | -se, -s                | sé (personne) sá (non-personne) | -rya (< -zya)   |
| Impersonal sing.    | -                      | -                               | -ya             |
| 1a pl. (inclusiu)   | -lve (< -lwe)          | vé (< wé)                       | -lva (< -lwa)   |
| 1a pl. (exclusiu)   | -lme                   | mé                              | -lma            |
| 2a pl.              | -lde                   | lé                              | -lda            |
| 3a pl.              | -lte / -nte            | té                              | -lta / -ntya    |
| Impersonal pl.      | -r                     | -                               | -rya            |
| 1a dual (inclusiu)  | -ngwe / -ince / -inque | wet                             | -ngwa           |
| 1a dual (exclusiu)  | -mme                   | met                             | -mma            |
| 2a dual             | -ste                   | tyet / let                      | -sta            |
| 3a dual             | -ste / -tte, -t        | tú                              | -sta            |
| Impersonal dual     | -t                     | --                              | -twa            |

Els sufixos personals s'afegeixen al verb conjugat com a subjecte:
- maruvan --> jo romandré
- firuvamme --> nosaltres morim

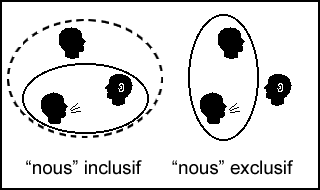
Esquema dels dos "nosaltres" del quenya. En tots dos casos, el personatge de sota a l'esquerra representa el locutor, i el de sota a la dreta l'interlocutor, el de dalt és un tercer. La il·lustració està en francès: "nous inclusif" --> nosaltres inclusiu / "nous exclusif" --> nosaltres exclusiu.

Més rarament expressen l'objecte quan el subjecte s'expressa d'una altra forma:
- Emme apsenet --> nosaltres els perdonem

Un sufix d'objecte pot també afegir-se rere el sufix de subjecte:
- Utúvie-nye-s --> jo l 'he trobat
- Laituva-lme-t --> nosaltres els glorificarem

Les marques impersonals es fan servir quan el subjecte ja s'ha expressat mitjançant un substantiu o un pronom personal independent (amb un efecte emfàtic):
- Hiruvalye --> vós trobareu
- Elye hiruva --> vós trobareu (més emfàtic)

Els sufixos possessius s'afegeixen al substantiu per formar una base capaç de prendre la flexió nominal de cas i de nombre:
- Tielyanna --> sobre el teu camí
- Súmaryasse --> en el seu si

Tolkien de vegades va fer servir l'ordre invers, és a dir, col·locar el possessiu rere la desinèncie de nombre i de cas.
Una forma especial d'infinitiu accepta també aquests sufixos. Per tant, es pot indicar l'objecte mitjançant un sufix personal:
- Karitas --> fer-lo

El subjecte mitjançant un sufix possessius:
- Karitalya --> que vosaltres feu (literalment "el vostre fer")

I també combinar-los tots dos:
- Karita-lya-s --> que vosaltres el feu (literalment "el vostre fer-lo").

Els pronoms personals independents es fan servir per insistir o com a suport de desinències de cas (per exemple, el datiu nin: a mi, emmen: a nosaltres). Tendeixen a fusionar-se a les partícules com les preposicions (per exemple, aselye: amb vosaltres) o les partícules modals (ex. ámen apsene úcaremmar: perdona'ns les nostres ofenses --> aquí á és una partícula d'imperatiu).

### Verb
Els verbs en quenya es divideixen en dues grans classes:
- Els verbs forts (o bàsics), que deriven directament d'una arrel, generalment acaben en consonant. Per exemple:
  - car: fer
  - cen: veure
  - not: comptar
  - sil: lluir
  - tuv: trobar
- Els verbs febles (o derivats) que es formen mitjançant un sufix acabat en -a:
  - anta: donar
  - harna: ferir
  - ora: prémer
  - tulta: convocar
  - ulya: vessar

El quenya pot donar a alguns verbs un sentit freqüentatiu en doblejar l'arrel:
- fir: morir --> fifíru: atenuar-se, difuminar-se
- talta: esfondrar-se, lliscar --> taltatalta: esfondrar-se, col·lapsar-se

La flexió verbal comporta diferències pel que fa a l'arrel (allargament de la vocal del radical, afegiment d'un infix en consonant nasal, prefixació d'un augment semblant a la vocal del radical) i amb sufixos:
- l'aorist[Nota 10] descriu un procés sense consideració del moment en què ha tingut lloc, sovint amb el valor d'un present (temps zero)
- el present descriu un procés en curs
- el passat descriu un procés anterior al moment present
- el perfet descriu un procés que es considera acabat en el present
- el futur descriu un procés posterior al moment present

El verb en quenya no indica directament el nombre i la persona, sinó que aquestes categories s'expressen mitjançant els sufixos personals. Quan el subjecte ja s'ha manifestat mitjançant un substantiu o un pronom personal independent, el verb agafa les marques impersonals que només indiquen el nombre (sense desinència al singular, i per al plural les desinències -t en el dual i -r en el plural).
El quadre següent mostra algunes formes de la conjugació en quenya:
|         | Verbs forts / bàsics | Verbs forts / bàsics | Verbs forts / bàsics | Verbs forts / bàsics | Verbs febles / derivats | Verbs febles / derivats | Verbs febles / derivats | Verbs febles / derivats |
| Radical | tul- venir           | quet- dir, parlar    | kes- examinar        | talt- inclinar-se    | henta- escrutar         | ista- saber             | nahta- oprimir, tancar  | melya- estimar          |
| Aorist  | tule                 | quete                | kese                 | #talte               | henta                   | ista                    | nahta                   | melya                   |
| Present | * túla               | quéta                | * késa               | talta                | hentea                  | istea                   | nahtea                  | melyea                  |
| Passat  | túle                 | quente               | kense                | talante              | hentane                 | sinte                   | nakante                 | melenye                 |
| Perfet  | #utúlie              | * equétie            | * ekésie             | ataltie              | ehentanie               | isintie, ísie           | anaktane, anahtie       | emélie                  |
| Futur   | tuluva               | * quetuva            | * kesuva             | * taltuva            | hentuva                 | istuva, isuva           | nahtuva, nakuva         | meluva                  |

La categoria del mode tendeix a expressar-se amb partícules:
- a o á per a l'imperatiu (ex: a laita te: alabeu-los / á hyame rámen: pregueu per nosaltres).
- na o nai per a l'optatiu (ex: na aire esselya: sigui santificat el vostre nom / nai tiruvantes: que ells puguin guardar-lo).
- ké per al potencial (ex: alaisaila ké nauva: podria ser imprudent).

El verb també té formes nominals:
- Dos infinitius: curt i llarg. Per exemple, kare (fer) --> infinitiu curt / karita --> infinitiu llarg. El segon infinitiu permet precisar un subjecte i un objecte amb sufixos personals.
- Un gerundi declinable. Per exemple, enyal- (commemorar, recordar) --> enyalien (gerundi datiu: per recordar).
- Diversos participis: 
  - Actiu de present: -la: falasta (escumar) --> falastala (escumós)[25]
  - Passiu de passat: -(i)na: ruc (trencar) --> rúcina (trencat)[25]
  - Passiu de passat per a verbs transitius: -nwa: kar (fer) --> karinwa (fet)[26]
  - Actiu de passat per a verbs intransitius: -nwa: auta (partir, marxar) --> vanwa (que ha partit)[27]

## Vocabulari

### Mots bàsics
| Mot    | Traducció    | Pronunciació       | Equivalent en sindarin |
| ------ | ------------ | ------------------ | ---------------------- |
| terra  | ambar, cemen | ['ambar], ['kɛmɛn] | amar, ceven            |
| cel    | menel        | ['mɛnɛl]           | menel                  |
| aigua  | nén          | ['neːn]            | nen                    |
| foc    | nár          | ['naːr]            | naur                   |
| home   | nér          | ['neːr]            | benn                   |
| dona   | nís          | ['niːs]            | bess                   |
| menjar | mat-         | ['mat-]            | mad-                   |
| beure  | suc-         | ['suk-]            | sog-                   |
| gran   | alta, halla  | ['alta], ['halːa]  | beleg, daer            |
| petit  | pitya, titta | ['pitʲa], ['titːa] | niben, tithen          |
| nit    | lóme         | ['loːmɛ]           | dû                     |
| dia    | aure, ré     | ['au ̯rɛ], ['reː]   | aur                    |

## Ús després de Tolkien

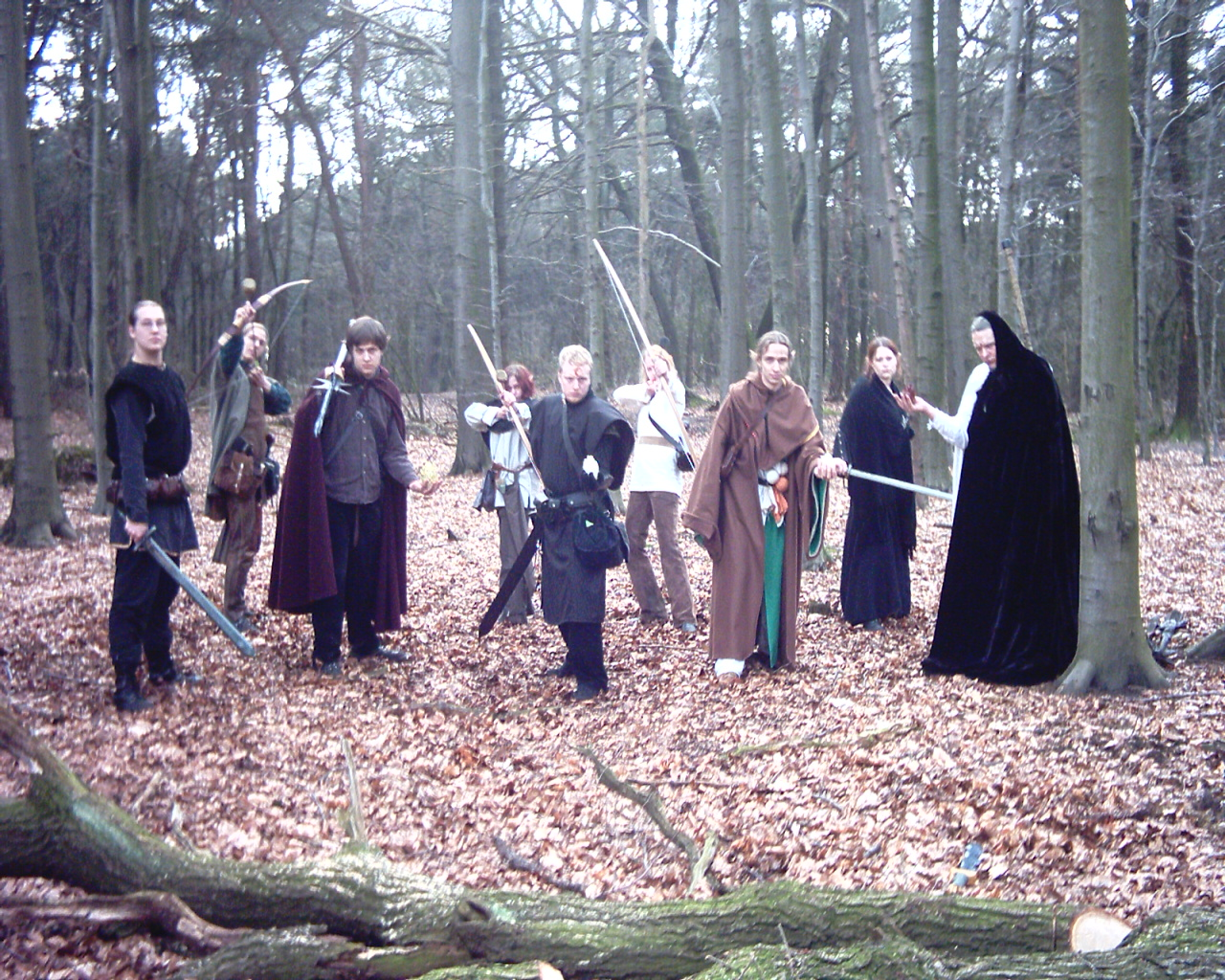
Participants à un jeu de rôle grandeur nature.

Bien que certains points restent obscurs, la grammaire et le vocabulaire du quenya sont assez bien attestés pour permettre d'y former des phrases. Certains passionnés s'essaient à composer des textes dans cette langue, sous des formes plus ou moins conjecturales, phénomène qui s'apparente au fan art ou à la fan fiction. La résultante est souvent dénommée « néo-quenya », afin de la différencier de la création authentique de Tolkien.
On en trouve une illustration dans l'adaptation cinématographique Le Seigneur des anneaux de Peter Jackson, qui comporte quelques phrases en ce « néo-quenya » (quelques autres sont directement tirées du roman de Tolkien).
Diverses stratégies sont employées pour pallier les lacunes dans la connaissance du quenya. La flexion est reconstruite par analogie avec les attestations existantes, compte tenu des lois phonétiques du quenya. La syntaxe doit souvent être extrapolée à partir de peu d'exemples, et peut calquer des structures connues dans d'autres langues. Le vocabulaire manquant est étendu par des néologismes créés suivant les processus de dérivation du quenya ou par reconstruction linguistique à partir des autres langues elfiques, ou bien suppléé par des extensions de sens de termes attestés, des périphrases, métaphores et métonymies.
Comme la fanfiction en général, cette pratique est en butte à une série de crítiques : il lui est notamment reproché de sélectionner arbitrairement ses sources pour aboutir à une langue artificiellement régularisée, d'amalgamer sans distinction divers états de développement externe, de recourir à des circonvolutions sémantiquement obscures ou peu plausibles, d'introduire des calques des langues pratiquées par les auteurs de ces essais, et dans l'ensemble, d'ignorer J. R. R. Tolkien en tant qu'auteur de ces langues, lequel n'avait pas pour objectif essentiel de les rendre utilisables.
Le quenya est aussi employé, sous des formes grammaticalement simplifiées, lors de jeux de rôle grandeur nature.